# Chemie Volley Mitteldeutschland
Chemie Volley Mitteldeutschland ist ein Volleyball-Verein aus Spergau, dessen erste Männermannschaft von 2007 bis 2016 in der ersten Bundesliga spielte. 2017, 2018 und 2019 wurden die Mitteldeutschen Meister der zweiten Bundesliga Nord, verzichteten allerdings jedes Mal auf den Aufstieg. 2020 erfolgte aus finanziellen Gründen der freiwillige Abstieg in die Dritte Liga Nord. Dort spielen sie auch in der Saison 2023/24.

## Geschichte
Der Volleyballclub wurde am 28. März 2000 als VC Bad Dürrenberg/Spergau gegründet. Zuvor waren die Volleyballer eine Abteilung des Bad Dürrenberger Kanu-Clubs. Neben dem Bundesliga-Team besitzt der Verein noch zwei weitere Männermannschaften, die in der Regionalliga und in der Landesklasse Süd spielen, sowie zwei Frauenmannschaften, die in der Landesoberliga und in der Landesklasse Süd antreten.

## Bundesliga
Im Jahr 2007 gelang der Aufstieg in die erste Liga, in der der Neuling den neunten Rang belegte. Eine Steigerung erreichten die Sachsen-Anhalter in der zweiten Saison mit dem achten Platz, der ihnen die Teilnahme an den Play-offs ermöglichte. Dort verloren sie gegen Generali Haching zweimal. 2009/10 und 2010/11 verpassten sie jeweils als Zehnter die Play-offs. 2011/12 erreichten sie als Achter das Viertelfinale, in dem sie ohne Satzgewinn gegen Haching ausschieden. 2012/13 verblieb man trotz der Niederlage im Play-down gegen die Netzhoppers in der Bundesliga.
Nach dem Abstieg aus der 1. Bundesliga in das Unterhaus zur Saison 2016/17 beförderte man den damaligen Assistenztrainer Mircea Dudas zum Cheftrainer. Der Personalwechsel machte sich bezahlt, die Pirates konnten in bisher allen Spielzeiten in der 2. Volleyball-Bundesliga die Meisterschaft unter der Führung des neuen Trainers für sich entscheiden.

## DVV-Pokal
In der Saison 2007/08 unterlagen die Bad Dürrenberger im Achtelfinale des DVV-Pokals bei Generali Haching. Im Achtelfinale Saison 2008/09 verloren sie zuhause gegen den Moerser SC in drei Sätzen. In der Saison 2009/10 verloren die Piraten, wie sie sich auch nennen, in der gleichen Runde beim VfB Friedrichshafen glatt mit 0:3. 2010/11 erreichten sie mit einem 3:0 gegen den VC Gotha das Viertelfinale, in dem sie mit 2:3 bei den RWE Volleys Bottrop unterlagen. 2011/12 setzten sie sich zunächst gegen den Zweitligisten TSGL Schöneiche durch und verloren im Viertelfinale 1:3 gegen den TV Bühl.

## Team
| Name       | Vorname       | Position | Nr. | Nationalität       | Größe  | Geburtsdatum |
| ---------- | ------------- | -------- | --- | ------------------ | ------ | ------------ |
| Breuer     | Tillmann      | MB       | 16  | Deutschland        | 1,95 m | 16.08.1997   |
| Frank      | William Grant | AA       | 2   | Vereinigte Staaten | 2,03 m | 31.07.1997   |
| Grüger     | Pascal        | L        | 1   | Deutschland        | 1,85 m | 02.12.2002   |
| Jany       | Johannes      | Z        | 10  | Deutschland        | 1,87 m | 27.06.1990   |
| Klemm      | Daniel        | AA       | 3   | Deutschland        | 1,89 m | 27.03.1989   |
| Kowalewski | Kornel        | MB       | 13  | Polen              | 2,02 m | 26.08.1993   |
| Madej      | Jakub         | L        | 15  | Polen              | 1,80 m | 07.03.1999   |
| Mück       | Hannes        | AA       | 7   | Deutschland        | 1,90 m | 30.03.1991   |
| Ruppel     | Alexander     | MB       | 6   | Deutschland        | 1,98 m | 04.01.1992   |
| Schmidt    | Maximilian    | Z        | 12  | Deutschland        | 1,90 m | 08.03.1998   |
| Shurdhi    | Alvi          | AA       | 11  | Griechenland       | 1,86 m | 03.08.1995   |
| Warsawski  | Chris         | D        | 8   | Deutschland        | 1,96 m | 13.08.1992   |

Positionen: AA = Annahme/Außen, D = Diagonal, L = Libero, MB = Mittelblock, Z = Zuspieler
Quelle: CV Mitteldeutschland - Pirates